# Everything Comes and Goes
Everything Comes and Goes es el primer EP de la cantautora norteamericana Michelle Branch lanzado primeramente a través de su website oficial el 16 de julio de 2010 y después en iTunes el 27 de agosto del mismo año.
El EP fue grabado en Starstruck Studios, Soundstage Studios, and Nashville Noise en Nashville, Tennessee, Henson Studios en Hollywood, California y en Noise en Nueva York durante el 2008 y 2009, y fue lanzado como un EP adicional ya que originalmente sería un LP con 13 temas pero debido a problemas con Maverick Records, la compañía Warner Music Group decidió editarlo con solo 6 temas, de estos seis temas se desprendió el sencillo Sooner Or Later que no fue un gran éxito comercial, llegando solo al puesto 93 en el Billboard Hot 100, y en el número 46 en la lista del Billboard Hot Country Songs.  

## Canciones
El EP contiene 6 temas, todos compuestos por Michelle Branch con excepción de la canción "I Want Tears"

## Canciones EP
| N.º | Título                      | Escritor(es)                       | Duración |  |
| 1.  | «Ready to Let You Go»       | Michelle Branch John Leventhal     | 2:53     |  |
| 2.  | «Sooner or Later»           | Branch Hillary Lindsey John Shanks | 3:07     |  |
| 3.  | «I Want Tears»              | Lindsey Shanks                     | 3:33     |  |
| 4.  | «Crazy Ride»                | Branch Lindsey                     | 3:45     |  |
| 5.  | «Summertime»                | Branch Lindsey Shanks              | 4:12     |  |
| 6.  | «Everything Comes and Goes» | Branch                             | 3:18     |  |

## Canciones original
| Original track list (U.S. promo album) |                                     |                       |          |  |
| N.º                                    | Título                              | Escritor(es)          | Duración |  |
| 1.                                     | «This Way»                          | Branch                | 3:46     |  |
| 2.                                     | «Sooner or Later»                   | Branch Lindsey Shanks | 3:07     |  |
| 3.                                     | «I Want Tears»                      | Lindsey Shanks        | 3:33     |  |
| 4.                                     | «Crazy Ride»                        | Branch Lindsey        | 3:45     |  |
| 5.                                     | «Ready to Let You Go»               | Branch Leventhal      | 2:53     |  |
| 6.                                     | «Show Me a Sign»                    | Branch Leventhal      | 3:47     |  |
| 7.                                     | «Long Goodbye» (with Dwight Yoakam) | Branch Lindsey        | 3:48     |  |
| 8.                                     | «Summertime»                        | Branch Lindsey Shanks | 4:12     |  |
| 9.                                     | «Texas in the Mirror»               | Branch                | 4:36     |  |
| 10.                                    | «I'm Not That Strong»               | Branch Lindsey Shanks | 4:08     |  |
| 11.                                    | «Pretty Little Lyin' Eyes»          | Branch Leventhal      | 3:37     |  |
| 12.                                    | «Everything Comes and Goes»         | Branch                | 3:18     |  |
| 13.                                    | «Through the Radio»                 | Branch Lindsey Shanks | 5:27     |  |

## Otras canciones
- Take a Chance On Me (Descarga gratuita)
- Jack & Jim
- Just Let Me In
- Carry Me
- I'm Not Gonna Follow You Home
- When The Morning Comes (Demo)

## Formatos
- Descarga digital MP3

- Descarga digital iTunes

- CD Six Pack - EP

- CD-R Six pack - EP

- CD Promocional 13 canciones

## Aceptación
El EP no tuvo gran aceptación por parte del público en general y por los críticos e incluso el sencillo Sooner Or Later falló como tal en la radio norteamericana, pero fue del agrado de la gran mayoría de sus seguidores quienes lo esperaron por más de 3 años, el video musical tuvo una rotación moderada por medio de CMT.

## Vídeo musical
El vídeo musical, que fue dirigido por Liz Friedlander, se estrenó durante el fin de semana grande de la CMT New Music el 2 de octubre de 2009. El vídeo comienza con Branch conduciendo una furgoneta Volkswagen y recogiendo un amigo. Ella conduce por el desierto y llega a una parada en un depósito de chatarra. Durante el vídeo, Michelle también se muestra tocando su guitarra acústica mientras está sentada en un sillón de cuero junto a la carretera y en una gasolinera. Al final, el hombre pone su brazo alrededor de ella y que se

## Curiosidades
- El álbum fue pospuesto alrededor de 3 veces durante 2009 y 2010, sufrió el cambio de la portada del álbum y el tracklist fue modificado, pasando de 13 tracks a 6 tracks.

- La cantante ha obsequiado a sus fanes 4 canciones que formarían parte de este álbum, la primera This Way en 2008 y ma starde en 2011 Texas In The Mirror, Take a Chance On Me y más recientemente Long Goodbye con Dwight Yoakman.

- El álbum completo sería lanzado el 4 de septiembre de 2009, esto según algunas copias adelantadas y sin arte del disco que fueron distribuidas para estaciones de radio, la copia llevaba el nombre de Everything Comes And Goes Revised Comp (05/04/09), este disco es sumamente difícil de conseguir, aún más que el álbum debut independiente de Michelle, Broken Bracelet.

- La canción Crazy Ride es una canción de cuna que Branch compuso para su hija Owen Isabelle.